# Los Goonies
Los Goonies (título original: The Goonies) es una película estadounidense de aventuras de 1985 dirigida por Richard Donner y escrita por Chris Columbus, basada en una historia de Steven Spielberg. Fue producida por Steven Spielberg, junto con Donner, Harvey Bernhard, Kathleen Kennedy y Frank Marshall.
La película relata el viaje de un grupo de niños amigos en busca de un tesoro perdido, y se ha convertido en una de las películas de culto de los años ochenta. En 2017 fue considerada «cultural, histórica y estéticamente significativa» por la Biblioteca del Congreso de Estados Unidos y seleccionada para su preservación en el National Film Registry.

## Argumento
Los Goonies son un grupo de amigos viviendo en un pueblo costero del noroeste de Estados Unidos situado en la localidad de Astoria (Oregón), frente al mar con clima frío, formado por Mikey (Sean Astin), Brand (Josh Brolin), Gordi (Jeff Cohen, Chunk en Hispanoamérica), Data (Jonathan Ke Quan), Bocazas (Corey Feldman, Bocón en Hispanoamérica), Andy (Kerri Green) y Stef (Martha Plimpton). 
Sus padres viven angustiados por las deudas y los acreedores pretenden derribar el vecindario donde viven para construir en su lugar un campo de golf, la deuda de la casa no es posible pagar, la firma del embargo es inminente y se llevará a cabo a los pocos días del comienzo de la historia, cuando deberán mudarse a vivir en otros lugares lejanos.
Durante una tarde, los amigos, bastante desmotivados por la situación, suben al desván de su casa para preparar la mudanza, donde encuentran una gran variedad de objetos antiguos y extraños, propiedad del museo en el que trabaja el padre de Mikey y Brand. Entre ellos descubren un mapa y un doblón español de 1632 indicando la ubicación de un supuesto tesoro perteneciente a un pirata conocido como Willy el Tuerto, desaparecido con su tripulación siglos atrás mientras eran perseguidos por la Armada británica después de cometer un gran robo y asalto de piratas en la zona. El legendario cazatesoros Chester Copperpot también había desaparecido sin dejar rastro décadas atrás durante su búsqueda del tesoro perdido y la investigación se detiene por muchos años. 
El grupo decide entonces ir en busca de ese tesoro perdido, considerando podría solucionar económicamente el problema de las deudas, el embargo de la casa y el problema del vecindario de los Muelles de Goon, y en caso de no resolverse, podría derivar en la disolución de los Goonies como grupo, al verse obligados a mudarse todos a Detroit.
La búsqueda del tesoro los llevará a encontrase con una casa, aparentemente abandonada sobre una colina frente al mar, pero es el refugio de una peligrosa banda de criminales, entran a la casa por la bodega abandonada y encuentran un túnel detrás de unas tablas, iniciando una aventura bajo tierra sorteando las trampas dejadas tras de sí los piratas, y escapando de los Fratelli, una familia de atracadores huyendo de la policía, y tras descubrir la historia de Willy el Tuerto, pretende hacerse también con el botín del tesoro. 
Sin embargo, con la ayuda de Sloth, un Fratelli maltratado por los demás criminales por su aspecto y retraso mental, se convierte en amigo de los Goonies, ellos consiguen acabar con ellos en los túneles buscando el tesoro perdido encuentran el barco de los piratas y logran conseguir suficiente del tesoro de Willy para pagar las deudas de la casa, salvar al barrio frente al mar poder evitar el viaje a Detroit.

## Reparto
| Personaje                                                          | Actor original     | Actor de doblaje (Hispanoamérica) | Actor de doblaje (Hispanoamérica) | Actor de doblaje (España)                            |
| Personaje                                                          | Actor original     | Doblaje original (1987)           | Redoblaje (2001)                  | Actor de doblaje (España)                            |
| ------------------------------------------------------------------ | ------------------ | --------------------------------- | --------------------------------- | ---------------------------------------------------- |
| Michael Mikey Walsh                                                | Sean Astin         | Patricia Acevedo                  | Ezequiel Serrano                  | Daniel Carbonell                                     |
| Brandon Brand Walsh                                                | Josh Brolin        | Juan Alfonso Carralero            | Luis Carreño                      | Daniel García                                        |
| Lawrence Chunk Cohen (Gordi en España)                             | Jeff Cohen         | Araceli de León                   | Gonzalo Fumero                    | José Luis Mediavilla                                 |
| Clark Mouth Devereaux (Bocazas en España, Bocón en Hispanoamérica) | Corey Feldman      | Irma Carmona                      | Jhonny Torres                     | Jordi Pons                                           |
| Richard Data Wang                                                  | Ke Huy Quan        | María Fernanda Morales            | Maythe Guedes                     | Albert Trifol Segarra                                |
| Andrea Andy Carmichael                                             | Kerri Green        | Rocío Garcel                      | Yensi Rivero                      | Aurora Ferrándiz                                     |
| Stephanie Stef Steinbrenner                                        | Martha Plimpton    | Mónica Estrada                    | Rebeca Aponte                     | Nuria Doménech                                       |
| Mamá Fratelli                                                      | Anne Ramsey        | Socorro de la Campa               | Isabel Vara                       | Carmen Contreras                                     |
| Jake Fratelli                                                      | Robert Davi        | Guillermo Sauceda                 | Juan Guzmán                       | Salvador Vidal                                       |
| Francis Fratelli                                                   | Joe Pantoliano     | Rolman Bastidas                   | Eduardo Muntada                   | Eduarco Muntada                                      |
| Sloth Fratelli                                                     | John Matuszak      |                                   | José Gómez                        | Antonio Gómez de Vicente                             |
| Harriet Walsh (Irene en España)                                    | Mary Ellen Trainor | Guadalupe Noel                    | Elena Díaz Toledo                 | María Luisa Solá                                     |
| Irving Walsh                                                       | Keith Walker       | José Gómez                        |                                   | Joaquín Muñoz                                        |
| Rosalita (Rosanna en España)                                       | Lupe Ontiveros     | Loretta Santini                   | Maythe Guedes                     | María Dolores Gispert                                |
| Troy Perkins                                                       | Steve Antin        | Genaro Vásquez                    |                                   | Salvador Vives / Juan Fernández Mejías (última toma) |
| Mr. Perkins                                                        | Curtis F. Hanson   | Salvador Delgado                  |                                   |                                                      |
| Sheriff                                                            | Paul Tuerpe        |                                   |                                   | Manolo García                                        |
| Periodista                                                         | Jack O'Leary       |                                   |                                   | Pepe Mediavilla                                      |
| Sr. Devereaux                                                      | Nick McLean        |                                   |                                   | Adrià Frías                                          |
| Sr. Wang                                                           | Michael Paul Chan  | Jorge Ornelas                     | Rolman Bastidas                   | Miguel Ángel Valdivieso                              |
| Sr. Cohen                                                          | Charles McDaniel   | Framk Maneiro                     |                                   | Pepe Mediavilla                                      |
| Guardia en prisión                                                 | George Robotham    | Jorge Roig                        | Héctor Indriago                   |                                                      |

- El director de la película, Richard Donner, hace un breve cameo como policía local de la localidad de Astoria (Oregón).
- Personajes de los que solo aparece su esqueleto: Chester Copperpot, aunque también aparece una foto de él en el recorte de periódico enmarcado en la buhardilla del padre de Mikey y Brand, y Willy el Tuerto.

## Producción
La idea de hacer la película fue de Steven Spielberg, que, ocupado con otros éxitos, cedió la dirección de la producción cinematográfica a Richard Donner.
El rodaje principal de la película comenzó el 22 de octubre de 1984 y duró 5 meses. Se rodó en Oregón y en California. Se hizo sobre todo en la ciudad de Astoria y en Cannon Beach, Oregón.
Richard Donner filmó la película siguiendo el orden cronológico. Lo hizo para que eso ayudase a los jóvenes actores. Quiso también que los actores improvisaran mucho; según sus palabras:
Ellos tenían buenas ideas y yo era el primero en oírlas. Improvisamos mucho, eran capaces de meterse en sus personajes y se convertían en un grupo unido. Eran maravillosos. Empezaron a ser esas personas. Había ocasiones que parecía que no estábamos trabajando. Si eso no sucedía en ellos de forma instintiva, sabía que algo andaba mal.[cita requerida]
El barco pirata de la película fue construido a escala real. Para conseguir una reacción más natural de sorpresa al ver el barco pirata por primera vez, Richard Donner explica: 
Nunca dejé que los chicos vieran el barco. Se les prohibió la entrada en el plató desde el primer día de su construcción. El día en que ellos entran en escena, saliendo disparados y cayendo al agua, se giran y ven el barco por primera vez. Los traje a todos de espaldas. Todos sabían lo que iba a aparecer, pero no tenían ni idea de lo que iban a ver. Y así, en la película, cuando ellos se giran y ven el barco por primera vez, sus reacciones son reales.[cita requerida]
Al terminar el rodaje, ese barco fue ofrecido a quien le pudiera interesar. Sin embargo, a pesar de ser uno de los elementos más famosos de la película, nadie mostró interés al respecto, cosa que fue inesperada, por lo que acabó siendo desmontado.

## Música
El tema principal de la película es «The Goonies 'R' Good Enough», interpretado por la cantante estadounidense Cyndi Lauper. En el sencillo de la canción, se incluyó también el tema «What a Thrill», que igualmente aparece en el largometraje.

## Recepción
La película tuvo tanto éxito que la ciudad de Astoria (Oregón) se ha convertido por ello en una atracción turística al respecto. También hay que destacar que, el 5 de abril de 2014, Donner anunció que se rodaría una segunda parte con todo el reparto original, algo que finalmente no se realizó.

## Recaudación
| País                                                                          | Fecha de estreno                  | Recaudación   |
| ----------------------------------------------------------------------------- | --------------------------------- | ------------- |
| Alemania                                                                      | Jueves 19 de diciembre de 1985    | 1 075 690     |
| Argentina                                                                     | Jueves 12 de diciembre de 1985    | 1 266 300     |
| Australia                                                                     | Jueves 12 de diciembre de 1985    | 1 070 800     |
| Austria                                                                       | Viernes 20 de diciembre de 1985   | 330 000       |
| Bélgica                                                                       | Miércoles 20 de noviembre de 1985 | 720 500       |
| Belice · Costa Rica · El Salvador · Guatemala · Honduras · Nicaragua · Panamá | Miércoles 25 de diciembre de 1985 | 145 380       |
| Brasil                                                                        | Jueves 12 de diciembre de 1985    | 994 100       |
| Chile                                                                         | Miércoles 25 de diciembre de 1985 | 1 004 768     |
| Colombia                                                                      | Jueves 20 de marzo de 1986        | 884 300       |
| Dinamarca                                                                     | Viernes 11 de octubre de 1985     | 415 000       |
| España                                                                        | Miércoles 17 de julio de 1985     | 3 360 181 €   |
| Estados Unidos · Canadá                                                       | Viernes 7 de junio de 1985        | 61 400 000 $  |
| Filipinas                                                                     | Miércoles 30 de octubre de 1985   | 255 340       |
| Finlandia                                                                     | Viernes 6 de diciembre de 1985    | 476 910       |
| Francia                                                                       | Miércoles 4 de diciembre de 1985  | 570 623       |
| Grecia                                                                        | Viernes 20 de diciembre de 1985   | 971 660       |
| Hong Kong                                                                     | Jueves 28 de noviembre de 1985    | 280 074       |
| Israel                                                                        | Viernes 22 de noviembre de 1985   | 192 440       |
| Italia                                                                        | Viernes 20 de diciembre de 1985   | 683 190       |
| Japón                                                                         | Sábado 21 de diciembre de 1985    | 826 300       |
| Malasia                                                                       | Jueves 7 de noviembre de 1985     | 178 100       |
| México                                                                        | Jueves 12 de diciembre de 1985    | 356 200       |
| Noruega                                                                       | Jueves 30 de enero de 1986        | 945 271       |
| Nueva Zelanda                                                                 | Viernes 13 de diciembre de 1985   | 880 733       |
| Países Bajos                                                                  | Jueves 19 de diciembre de 1985    | 567 140       |
| Perú                                                                          | Miércoles 25 de diciembre de 1985 | 882 119       |
| Portugal                                                                      | Viernes 29 de noviembre de 1985   | 773 289       |
| Puerto Rico                                                                   | Jueves 27 de junio de 1985        | 318 400       |
| Reino Unido Irlanda                                                           | Viernes 29 de noviembre de 1985   | 1 077 674     |
| Singapur                                                                      | Jueves 12 de diciembre de 1985    | 151 473       |
| Sudáfrica                                                                     | Viernes 29 de noviembre de 1985   | 476 339       |
| Suecia                                                                        | Viernes 20 de diciembre de 1985   | 4 368 645 SEK |
| Suiza                                                                         | Miércoles 4 de diciembre de 1985  | 37 021        |
| Tailandia                                                                     | Sábado 12 de abril de 1986        | 80 059        |
| Taiwán                                                                        | Domingo 9 de febrero de 1986      | 66 710        |
| Uruguay                                                                       | Miércoles 25 de diciembre de 1985 | 103 084       |
| Venezuela                                                                     | Miércoles 1 de enero de 1986      | 215 663       |